# Peter Navarro
Peter Navarro, född 15 juli 1949, är en amerikansk professor i nationalekonomi. Han var fram till januari 2017 verksam vid University of California. Mellan den 20 januari 2017 och 20 januari 2021 var Navarro USA:s president Donald Trumps handelsrådgivare och chef för National Trade Council i Trumps kabinett. Sedan januari 2025 är han "senior counselor for trade and manufacturing" för Donald Trump.

## Karriär
Navarro har bland annat skrivit boken "Death by China" som beskriver hur Kina hotar den amerikanska ekonomin. Boken har även filmatiserats och är en av de mest sedda dokumentärfilmerna på Netflix.
I en artikel publicerad i Sydney Morning Herald 23 oktober 2019 skriver Mathew Knott om hur boken innehåller påhittade citat och att Navarro skapat en påhittad person, Ron Vara (ett anagram av Navarro).
Den 21 december 2016 meddelade USA:s då tillträdande president Donald Trump att han valt Navarro till handelsrådgivare och ledare för handelsrådet White House National Trade Council i sitt kabinett. Trumps kabinett tillträdde den 20 januari 2017.
I januari 2024 dömdes Navarro till fyra månaders fängelse för trots mot kongressen. Han dömdes för att ha vägrat samarbeta med den kommitté som utredde stormningen av kongressen i januari 2021. Navarro har efter presidentvalet 2020 i många sammanhang hävdat att Trumps förlust berodde på utbrett valfusk.